# 野殿駅
野殿駅（のどのえき）は、茨城県真壁郡大田村大字野殿にかつて存在した常総筑波鉄道常総線の駅（廃駅）である。

## 歴史
1938年（昭和13年）12月1日、黒子駅-大田郷駅間に野殿停車場を開業。
当駅より西の台地上にかつて下館飛行場が位置したことから、「飛行場前乗降場」と呼ばれた時期があった。
1950年頃に廃止される。

## 駅周辺
- 下館飛行場
- 野殿地区（北東側に上野殿（かみのどの）集落が所在）

## 駅構造
騰波ノ江駅の旧待合室は、野殿駅のホームの待合室を移築したものだという。